# 7544-es mellékút (Magyarország)
A 7544-es számú mellékút egy kevesebb, mint öt kilométer hosszú, négy számjegyű országos közút Zala vármegyében. A megye szinte egészének földrajzi szerkezetét az észak-déli irányú folyó- és patakvölgyek jellemzik; ez az út is két ilyen völgyet kapcsol össze a vármegye középső részén.

## Nyomvonala
A 7536-os útból ágazik ki, annak 27,750-es kilométerszelvénye közelében, Söjtör területén, nyugat felé. Alig 200 méter után kilép a település belterületéről, helyi neve – úgy tűnik – nincs is. Első kilométerének teljesítésével egy időben keresztezi a Bükk-aljai-patak folyását, majd 1,3 kilométer után átlép Tófej közigazgatási területére. Kicsivel ezután a Felső-Válicka folyását is keresztezi, majd a 3. kilométere után délnyugatnak fordul. 3,3 kilométer után éri el Tófej lakott területét, ahol a Kossuth utca nevet veszi fel, és több irányváltást téve kanyarog a község házai között. A Bak-Páka között húzódó 7543-as útba torkollva ér véget, annak 6,100-as kilométerszelvénye közelében.
Teljes hossza, az országos közutak térképes nyilvántartását szolgáló kira.gov.hu adatbázisa szerint 4,398 kilométer.